# Serena Ryder
Serena Ryder (Toronto, 8 dicembre 1982) è una cantante, artista e conduttrice radiofonica canadese.

## Biografia
Nata a Toronto, è cresciuta a Milbrook, Ontario.  
È cresciuta ascoltando i dischi dei Beatles e di Leonard Cohen. Ha iniziato a cantare in pubblico da giovanissima e all'età di 13 anni ha imparato a suonare la chitarra. A 18 anni ha fatto demo e performance, e da qui è arrivata alla CBC Radio dove ha ricevuto un invito a cantare dal vivo. Un musicista di nome Hawksley Workman, dopo averla sentita cantare, l'ha contattata immediatamente per invitarla a registrare un album per la sua etichetta discografica Isadora.
Con l'aiuto di Workman e di altri due musicisti, Serena Ryder ha registrato la sua musica. Da questa collaborazione è nato il primo album, uscito nel 2004 in Canada e nel 2005 negli Stati Uniti.
Nel 2006 ha pubblicato il suo secondo album If your Memory Serves you Well, contenente 12 cover e tre canzoni originali. Questo album le ha permesso di aprire un concerto degli Aerosmith.
Ha ottenuto il riconoscimento nazionale con la sua canzone Weak in the Knees pubblicata nel 2007. Nel 2008 è stata premiata col Juno Ward quale artista rivelazione dell'anno. In seguito ha vinto altri Juno Awards in varie categorie.
Serena Ryder è anche un'artista visiva. Disegna, dipinge, realizza sculture e collage. Alcuni dipinti da lei realizzati sono stati venduti per beneficenza. Inoltre Serena supporta diverse iniziative umanitarie.
Dal settembre 2018 conduce il Serena Ryder Radio Show su STAR 98.3, un'emittente radiofonica della British Columbia.

## Discografia
Album studio
- 1999 - Falling Out
- 2005 - Unlikely Emergency
- 2006 - If Your Memory Serves You Well
- 2008 - Is It O.K.
- 2012 - Harmony

EP
- 1999 - Serena
- 2002 - A Day at the Studio
- 2007 - Told You in a Whispered Song
- 2008 - Sweeping the Ashes

## Premi
Juno Awards
- 2008 - Artista rivelazione dell'anno
- 2009 - Album adult alternative dell'anno
- 2010 - Video dell'anno
- 2013 - Album adult alternative dell'anno
- 2014 - Cantautore dell'anno
- 2014 - Artista dell'anno

Canadian Film Awards
- 2014 - Canzone originale

MuchMusic Video Awards
- 2013 - Video rock/alternative dell'anno